# Tommy Marø
Tommy Marø (født 1964) er en grønlandsk politiker (S). Hans politiske karriere startede i 1997 da han blev valgt ind i kommunestyret i Qaqortoq Kommune. Her har han vært både ordfører og senere  stedfortræder for ordføreren. To år senere, i 1999, blev han første gang valgt ind på Grønlands Landsting. Fra 2005 til 2009 var han Grønlands kultur-, uddannelses-, forsknings- og kirkeminister.